# 惠灵顿维多利亚大学
威靈頓維多利亞大學（毛利語：Te Herenga Waka），是新西兰著名大学，位於首都威靈頓。威靈頓維多利亞大學是紐西蘭高品質研究强度排名第一的大学，兩次在国家研究卓越性指标上名列第一。它也是全球僅有的12所獲得QS Stars卓越獎頂級5 Stars Plus的大學之一。

## 历史
於1897年成立於新西兰惠灵顿，當年正值維多利亞女王登基六十週年紀念，因此該大學便以「維多利亞」命名。大学的四位创始教授：Thomas Easterfield、Hugh MacKenzie、Richard Maclaurin和John Rankine Brown于1899抵达惠灵顿并开始教学。与奥克兰大学，坎特伯雷大学和奥塔哥大学一样，学校在1961年以前是新西兰大学的组成学院之一。新西兰大学于1961年解散，学位授予权下放给各组成学院。
2004年，新西兰政府承认维多利亚大学为全国前三所研究性大学之一。上海交通大学2006年的世界名校排名也把维多利亚大学列入亚太地区最好的百所大学。
2017年，维多利亚大学曾计划改名为惠灵顿大学（University of Wellington），避免在国际上与其他维多利亚大学混淆，在众多校友及政商界人士的反对中，2018年12月18日被时任教育部部长Chris Hipkins否决。
2020年，學校的11個科系在QS世界大学排名中名列世界百強，包括法律，政治，國際關係，英國文學，心理學，哲學和地球與海洋科學。

## 組織

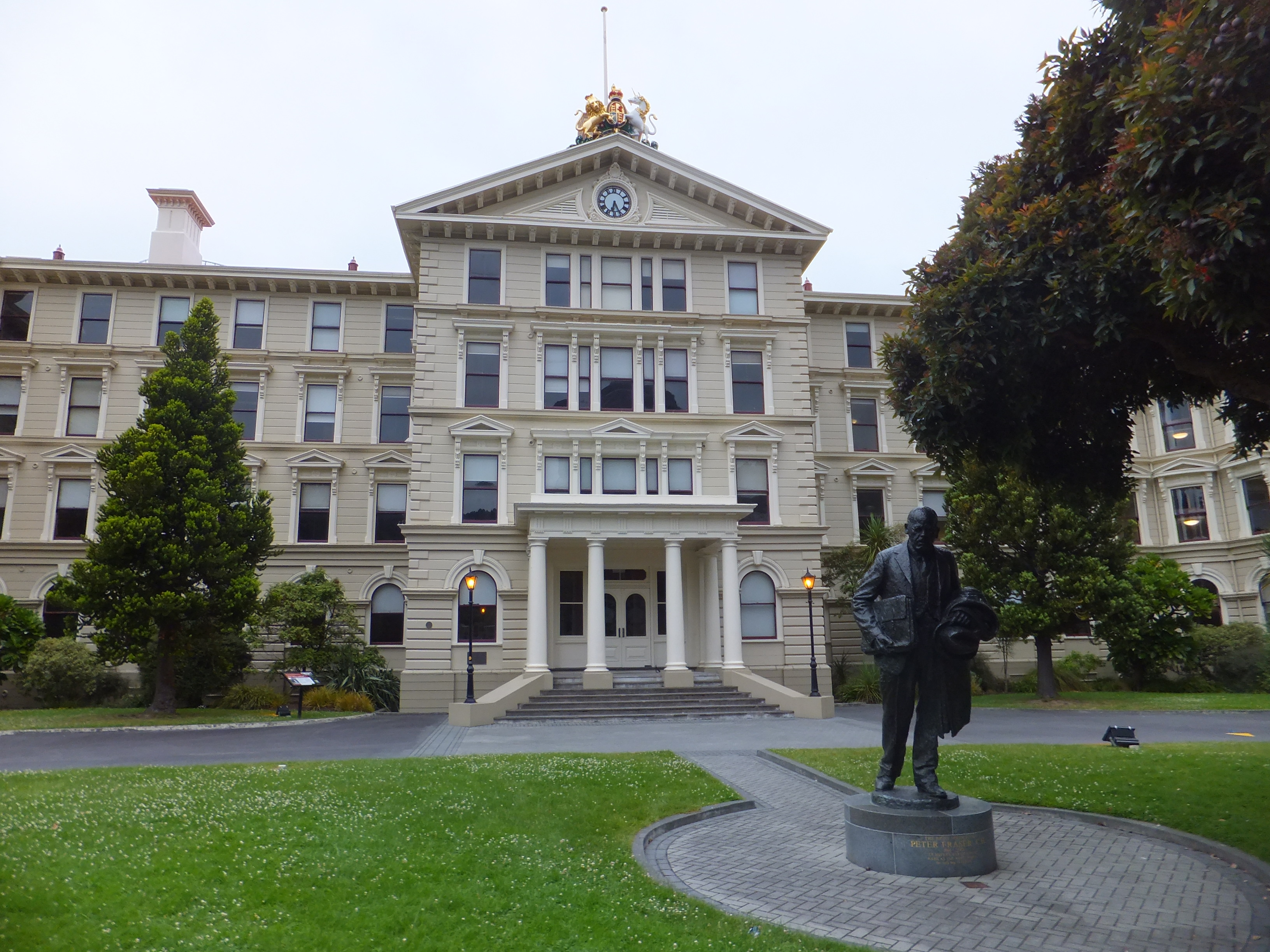
大學法學院

惠灵顿维多利亚大学由六个学院组成，分布在惠灵顿地区的4个校区。他们分別是建筑学院、教育学院、人文社会学院、商业与管理学院、法学院及科学院。商业与管理学院位于惠灵顿市中心Pipitea校区，紧接商业区，拥有一座12层的教学办公楼（卢瑟福教学楼Rutherford House）。法学院在亚太地区享有盛名，被视为新西兰乃至全大洋洲最好的法学院之一。其早期的毕业生在新西兰和澳大利亚的法律界和政界皆有出色的表现。
维多利亚大学现有20380名学生。其中3400名是国际学生或交换学生。很多学生来自中华人民共和国，马来西亚，韩国，德国和美国。

## 外部連結
- 惠灵顿维多利亚大学的网站 （页面存档备份，存于）